# 9 août
Pour les articles homonymes, voir Neuf-Août.
9 juillet 9 septembre
Chronologies thématiques
- Croisades
- Ferroviaires
- Sports
- Disney
- Anarchisme
- Catholicisme

Abréviations / Voir aussi
- (° 1852) = né en 1852
- († 1885) = mort en 1885
- a.s. = calendrier julien
- n.s. = calendrier grégorien
- Calendrier
- Calendrier perpétuel
- Liste de calendriers
- Naissances du jour

Le 9 août ou 9 aout est le 221e jour de l’année du calendrier grégorien, 222e lorsqu'elle est bissextile, il en reste ensuite 144.
Son équivalent était généralement le 22 thermidor dans le calendrier républicain / révolutionnaire français, officiellement dénommé jour du câprier (l'arbrisseau produisant des câpres).

## Événements

### Iersiècleav. J.-C.
- -48 (ou 29 juin) : Pompée est vaincu par Jules César lors d'une bataille entre Romains à Pharsale en Thessalie au nord de la Grèce.

### IVesiècle
- 378 : bataille d’Andrinople, au cours de laquelle l’empereur Valens est défait par les Wisigoths de Fritigern, et est tué. La Thrace est pillée, sauf les villes fortifiées, que les barbares ne peuvent prendre. Andrinople et Constantinople résistent. Théodose, un Espagnol envoyé par Gratien, a le temps d’intervenir pour reprendre la situation en main.

### VIIesiècle
- 681 : les Bulgares d’Asparoukh fondent la Bulgarie du Danube, en tant que khanat, à la suite de la défaite de l’empereur byzantin Constantin IV, au sud du delta du Danube.

### IXesiècle

Carte des royaumes francs après le partage de la Lotharingie par le traité de Meerssen (870).

- 870 : signature du traité de Meerssen qui partage la Lotharingie entre Francie Occidentale (futur royaume de France) et Francie Orientale (futur empire germanique, voir carte ci-contre).

### XIIesiècle
- 1173 : pose de la première pierre du campanile de la cathédrale de Pise (tour de Pise).

### XVIesiècle
- 1535 : 
  - découverte par le Malouin Jacques Cartier du fleuve Saint-Laurent[2].
  - L'amiral de Brion, compagnon d'adolescence du roi de France François Ier, succède à Antoine Duprat comme chancelier. Il va prôner une alliance contre Charles Quint, avec Henri VIII d'Angleterre, des princes allemands et le grand Turc Soliman.
- 1564 : promulgation de l’édit de Roussillon, qui fait commencer l’année le 1er janvier en France.

### XVIIIesiècle
- 1793 : Pierre Jadart Dumerbion est nommé général en chef de l’Armée d'Italie.
- 1795 : massacre de Belleville, pendant la guerre de Vendée.

### XIXesiècle
- 1805 : l’Autriche, le Royaume-Uni, la Suède, la Russie et Naples forment une coalition contre Napoléon.
- 1806 : massacre de Lauria, pendant l'invasion de Naples, lors des guerres napoléoniennes.
- 1809 : fin de la bataille de Pontlatzer Brücke, lors de la rébellion du Tyrol.
- 1830 :
  - Louis-Philippe Ier devient roi des Français ; proclamation de la monarchie de Juillet.
  - massacre de Bitola : plusieurs centaines de beys albanais sont tués par les Ottomans.
- 1842 : le traité Webster-Ashburton met un terme à la querelle de frontière entre le Maine (États-Unis) et le Nouveau-Brunswick (Canada, à l’époque colonie britannique).
- 1862 : bataille de Cedar Mountain, durant la guerre de Sécession américaine.
- 1899 : le général Gallieni, gouverneur général de Madagascar, est promu général de division.

### XXesiècle
- 1902 : couronnement du roi du Royaume-Uni Édouard VII.
- 1907 : retour des participants du camp scout de l'île de Brownsea, premier camp scout organisé par Baden Powell.
- 1918 : dernier tir de la Grosse Bertha sur Paris. Ces pièces d’artillerie auront tiré plus de 367 obus sur Paris et les communes environnantes, causant la mort de 256 personnes en quatre mois.
- 1927 : accession de Sisowath Monivong au trône du Cambodge.
- 1942 :
  - arrestation de Gandhi, au lendemain de son discours de lancement du mouvement Quit India.
  - bataille de l'île de Savo, bataille navale de la guerre du Pacifique pendant la Seconde Guerre mondiale, entre un escadron de croiseurs de la Marine impériale japonaise et les forces navales alliées.
- 1944 :
  - promulgation à Alger, par le Gouvernement provisoire de la République française, de l’ordonnance du 9 août 1944 relative au rétablissement de la légalité républicaine sur le territoire continental[3].
- 1945 :
  - invasion soviétique de la Mandchourie : l’Union soviétique attaque les positions de l’empire du Japon au nord de la Chine.
  - bombardement de Nagasaki (Japon) par les États-Unis avec la bombe Fat Man au plutonium.
- 1965 : indépendance de Singapour par sécession d’avec la Malaisie.
- 1971 : l’Inde signe un traité d’amitié et de coopération avec l’Union soviétique.
- 1974 : démission de Richard Nixon comme président des États-Unis.
- 1982 : attentat de la rue des Rosiers à Paris
- 1986 : Queen se produit sur scène pour la toute dernière fois avec Freddie Mercury au concert situé à Knebworth.
- 1993 : avènement du roi Albert II de Belgique neuf jours après la mort de son frère Baudouin.
- 1999 : Boris Eltsine limoge son premier ministre Sergueï Stepachine, qu'il remplace par Vladimir Poutine.

### XXIesiècle
- 2004 : première réunion du gouvernement ivoirien avec d'ex-rebelles.
- 2005 : la CGT, qui a demandé l’annulation de l’ordonnance du 2 août 2005 ayant mis en place le Contrat nouvelles embauches, dépose un recours devant l’Organisation internationale du travail.
- 2016 : en Inde, la dame de fer de Manipur met un terme à sa grève de la faim commencée il y a 16 ans.
- 2018 : crue du Valat d'Aiguèze, affluent de l'Ardèche (France).
- 2020 : 
  - une élection présidentielle est censée avoir lieu afin d'élire le chef de l’État bélarus. Le président sortant Alexandre Loukachenko au pouvoir depuis 1994 est réélu pour un sixième mandat. L'opposition signale de nouvelles fraudes généralisées[4].
  - attaque à Kouré ci-après.

## Arts, culture et religion

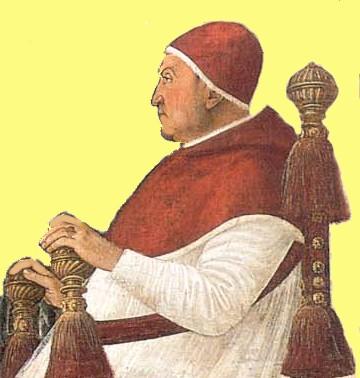
Le pape catholique Sixte IV
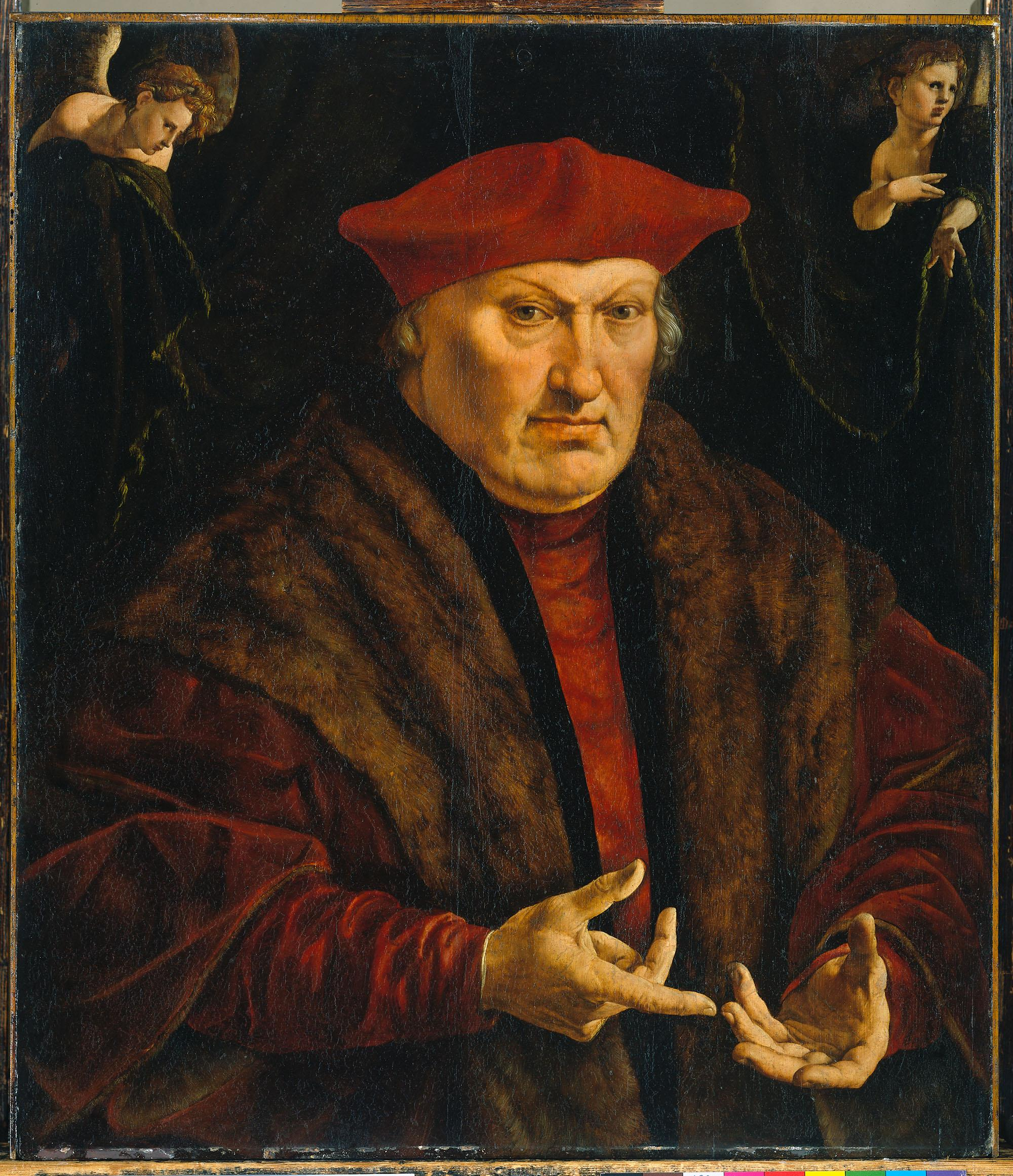
Erard de La Mark
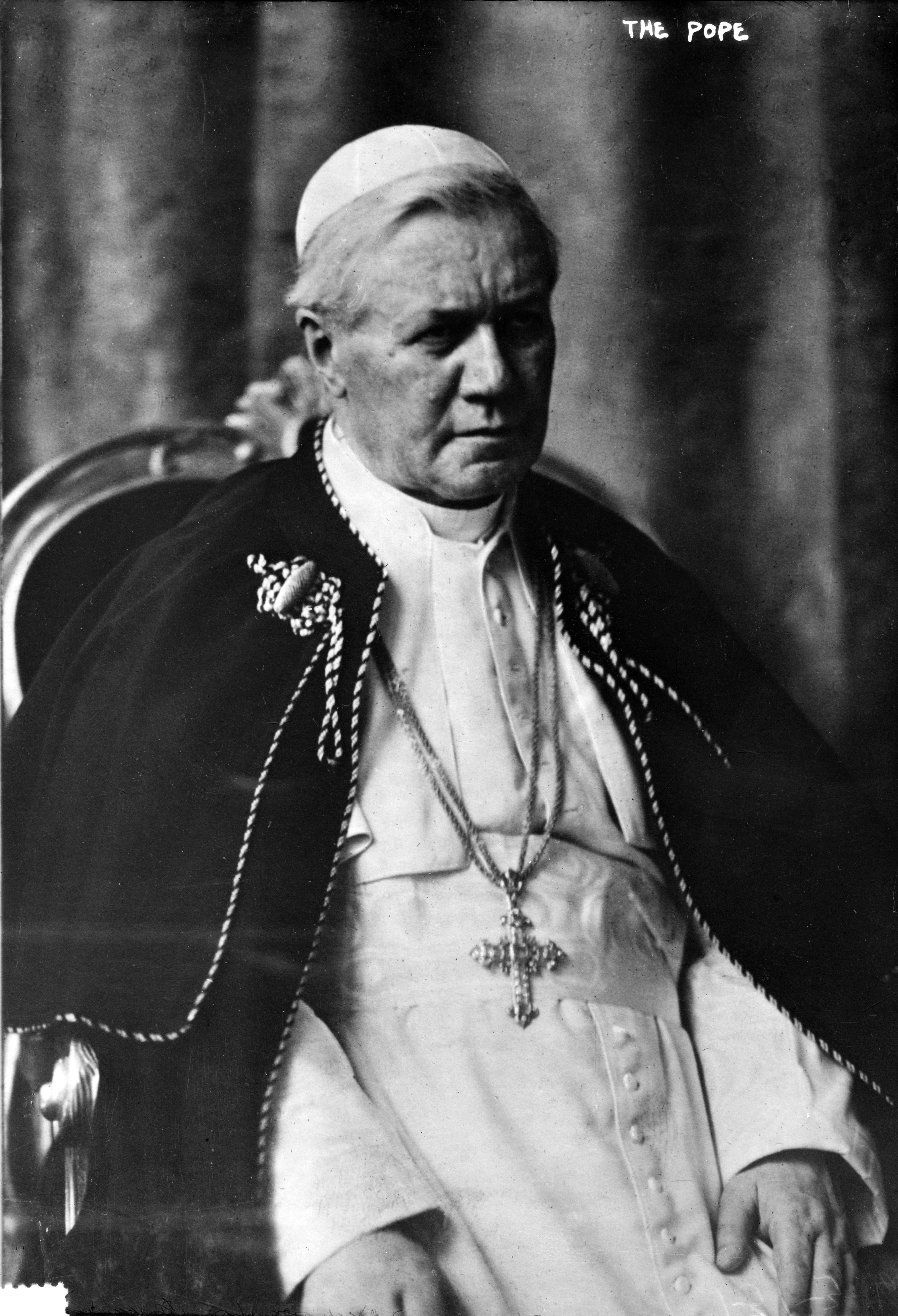
Le pape Pie X
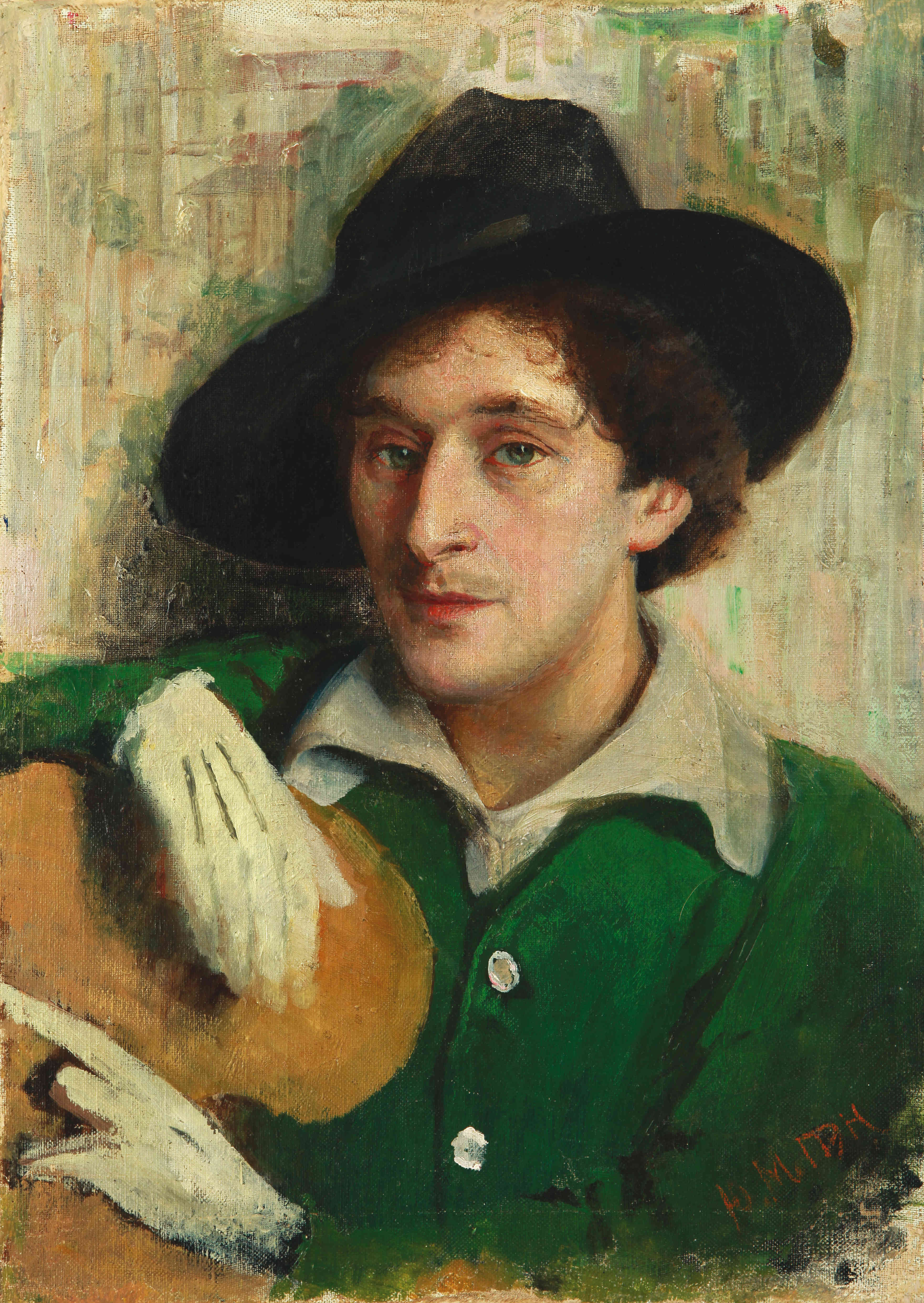
Marc Chagall

- 1471 : élection de Francesco Della Rovere (1414-1484) comme pape. Il prend le nom de Sixte IV, et règnera jusqu’à sa mort en 1484.
- 1520 : après plus de quinze ans de manœuvres diverses et d’espoirs déçus, le prince-évêque de Liège Érard de La Marck est enfin promu cardinal, avec l’appui du nouvel empereur Charles Quint qu’il a soutenu contre François Ier pendant la campagne pour l’élection impériale, mais « sa nomination restera secrète quelque temps par égard pour la France » qui considère Érard comme son « mortel ennemi ».
- 1563 : l'écrivain français Étienne de La Boétie, ami de Michel de Montaigne tombe malade. Il mourra le 18. La disparition de son ami marque profondément Montaigne.
- 1903 : intronisation du pape Pie X (Giuseppe Melchiorre Sarto).
- 1910 : installation de Marc Chagall à Paris.
- 1930 : première apparition de Betty Boop, personnage fictif de dessins animés.

## Sciences et techniques
- 2019 : face aux sanctions américaines le privant d'accès à Android, le constructeur chinois Huawei annonce le lancement de son propre système d'exploitation Harmony OS.
- 2021 : le GIEC publie le premier chapitre de son 6e rapport d’évaluation, consacré aux fondements scientifiques du réchauffement climatique[5].

## Économie et société
- 1944 :
  - création du quotidien régional Le Maine libre, au Mans.
  - lancement de la mascotte Smokey Bear, dans la campagne de prévention des feux de forêt aux États-Unis.
- 1947 : début du 6e Jamboree Mondial scout à Moisson (78), France. Il fut appelé le « Jamboree de la Paix ».
- 1969 : meurtre de Sharon Tate, femme du réalisateur Roman Polanski, par une secte.
- 1971 : début de l’opération Demetrius, en Irlande du Nord.
- 1982 : attentat contre un restaurant juif rue des Rosiers, dans le Pletzl à Paris (Marais, 4è arrondissement).
- 2018 : au Yémen, 29 enfants sont tués lors de frappes aériennes contre un bus, attribuées à la coalition militaire dirigée par l’Arabie saoudite.
- 2020 : au Niger, six Français, volontaires de l'ONG, ACTED, et leurs deux accompagnateurs nigériens, sortis pour une excursion dans la réserve de girafes de Kouré, sont tués par des hommes armés venus à motos[6].
- 2024 : au Brésil, un ATR 72 s'écrase à Vinhedo, l'accident cause 62 morts[7].

## Naissances

### XVIesiècle
- 1593 : Izaac Walton, écrivain anglais († 15 décembre 1683).

### XVIIesiècle
- 1602 : Gilles Personne de Roberval, mathématicien et physicien français († 27 octobre 1675).
- 1606 : Theodoor van Thulden, peintre flamand († 12 juillet 1669).

### XVIIIesiècle
- 1726 : Francesco Cetti, prêtre jésuite, zoologiste et mathématicien italien († 20 novembre 1778).
- 1740 : Giovanni Cristofano Amaduzzi (« Amadutius »), religieux, universitaire, philosophe et érudit italien († 21 janvier 1792).
- 1754 : Pierre Charles L'Enfant, architecte et concepteur de villes français († 14 juin 1825).
- 1776 : Amedeo Avogadro, chimiste et physicien italien († 9 juillet 1856).
- 1789 : Nicolas Bochsa, musicien français († 6 janvier 1856).
- 1794 : Achille Valenciennes, zoologiste et ichtyologiste français († 13 avril 1865).

### XIXesiècle
- 1806 : Eugène Pierre François Giraud, artiste français († 28 décembre 1881).
- 1814 : Alexander Willem Michiel Van Hasselt, médecin et naturaliste hollandais († 16 septembre 1902).
- 1839 : Charles-Théodore en Bavière, personnalité de la famille royale de Bavière († 30 novembre 1909).
- 1845 : Frère André (Alfred Bessette dit), religieux québécois († 6 janvier 1937).
- 1855 : Jean Lorrain, écrivain français († 30 juin 1906).
- 1869 : Manuel Medina Olmos, (évêque de Guadix), assassiné pendant la guerre civile espagnole. Béatifié en 1993 († 30 août 1936)[8].
- 1874 :
  - Charles Hoy Fort, écrivain et chercheur paranormal américain († 3 mai 1932).
  - Reynaldo Hahn, chef d’orchestre, critique musical et compositeur français d’origine vénézuélienne († 28 janvier 1947).
  - Albin Lermusiaux, athlète français, spécialiste du demi-fond, médaillé aux JO d'Athènes en 1896 († 20 janvier 1940).
- 1875 : Albert Ketèlbey, pianiste, chef d’orchestre et compositeur de musique légère anglais († 26 novembre 1959).
- 1878 : Eileen Gray, designer et architecte irlandaise († 31 octobre 1976).
- 1891 : Joseph-Marie Martin, cardinal français, archevêque de Rouen († 21 janvier 1976).
- 1892 : Shiyali Ramamrita Ranganathan (शियाली राममृत रंगनाथन), mathématicien et bibliothécaire indien († 27 septembre 1972).
- 1896 : Jean Piaget, pédopsychologue suisse († 16 septembre 1980).
- 1897 : Noël-Noël (Lucien Édouard Noël dit), acteur français († 4 octobre 1989).
- 1899 :
  - Armand Salacrou, auteur dramatique français († 25 novembre 1989).
  - Pamela Lyndon Travers (Helen Lyndon Goff dite), romancière australienne († 23 avril 1996).

### XXesiècle
- 1902 : Zino Francescatti, violoniste et pédagogue français († 17 septembre 1991).
- 1904 : 
  - Raymonde Canolle, athlète française († 23 octobre 1975).
  - Gabriel Marcillac, coureur cycliste français († 4 octobre 1984).
- 1905 : Pierre Klossowski, écrivain et dessinateur français († 12 août 2001).
- 1906 : Robert Surtees, directeur de photographie américain († 5 janvier 1985).
- 1907 : Jean Mairey, résistant et haut fonctionnaire français († 16 octobre 1982).
- 1908 :
  - A.I. Bezzerides, scénariste, romancier et acteur américain († 1er janvier 2007).
  - Tommaso Landolfi, écrivain italien († 8 juillet 1979).
- 1911 : William Fowler, astrophysicien américain, colauréat du prix Nobel de physique en 1983 († 14 mars 1995).
- 1914 : 
  - Robert Arambourou, archéologue et préhistorien français († 30 novembre 1989)
  - Ferenc Fricsay, chef d’orchestre hongrois († 20 février 1963).
- 1918 : Robert Aldrich, réalisateur américain († 5 décembre 1983).
- 1919 : Ralph Houk (en), joueur, instructeur, gérant et gestionnaire de baseball américain († 21 juillet 2010).
- 1921 : Lola Bobesco, violoniste belge d’origine roumaine († 4 septembre 2003).
- 1922 : Conchita Cintrón, rejoneadora péruvienne († 17 février 2009).
- 1923 : Catherine Langeais (Marie-Louise Terrasse dite), présentatrice française de télévision († 23 avril 1998).
- 1925 : Valentín Pimstein, producteur chilien († 27 juin 2017).
- 1927 :
  - Mario David (Jacques David dit), acteur français († 29 avril 1996).
  - Daniel Keyes, écrivain de science-fiction et chercheur en psychologie américain († 15 juin 2014).
  - Marvin Minsky, scientifique américain († 24 janvier 2016).
  - Robert Shaw, acteur britannique († 28 août 1978).
- 1928 : Robert « Bob » Joseph Cousy dit Cooz, Mr. Basketball / Houdini of the Hardwood, basketteur américain.
- 1929 : Abdi İpekçi, journaliste turc († 1er février 1979).
- 1930 : Jacques Parizeau, homme politique québécois, premier ministre du Québec de 1994 à 1996 († 1er juin 2015).
- 1931 : Mário Zagallo, footballeur brésilien.
- 1932 : 
  - Tam Dalyell, homme politique britannique († 26 janvier 2017).
  - John Gomery, juge québécois († 18 mai 2021).
- 1933 : Yoshinobu Oyakawa, nageur américain, champion olympique.
- 1934 : Yves Coppens, paléontologue et paléoanthropologue français († 22 juin 2022).
- 1938 :
  - Leonid Koutchma (Leonid Danylovytch Koutchma / Леонід Данилович Кучма en ukrainien), homme d'État ukrainien, ingénieur, premier ministre de 1992 à 1993, puis deuxième président de l'Ukraine moderne de 1994 à 2005.
  - Rodney George « Rod » Laver, joueur de tennis australien.
  - Pierre Santini, comédien, metteur en scène et directeur de théâtre franco-italien.
- 1939 :
  - Billy Henderson (en), chanteur américain du groupe The Spinners († 2 février 2007).
  - Bulle Ogier, actrice française.
  - Romano Prodi, homme politique italien, président du Conseil des ministres de 1996 à 1998 et de 2006 à 2008, et président de la Commission européenne de 1999 à 2004.
- 1943 : 
  - Danièle Gaubert, comédienne française († 3 novembre 1987).
  - Ken Norton, boxeur américain († 18 septembre 2013).
- 1944 : 
  - Patrick Depailler, pilote automobile français († 1er août 1980).
  - Sam Elliott, acteur et producteur américain.
- 1946 : 
  - Alain Dorval, comédien de doublage français et voix de Sylvester Stallone († 13 février 2024).
  - Phương Dung, chanteuse vietnamienne de musique traditionnelle.
- 1947 : 
  - J.J. Lionel (Jean-Jacques Blairon dit), chanteur populaire belge francophone (de la chanson d'ambiance de bals de fêtes nationales, familiales, noces et banquets La Danse des canards) († 14 juillet 2020).
  - Jungo Morita, joueur de volley-ball japonais, champion olympique.
- 1949 : Denis Laming, architecte français.
- 1950 : Anémone (Anne Bourguignon dite), comédienne française († 30 avril 2019).
- 1953 :
  - Edgar Givry, comédien français.
  - Christophe Salengro, artiste comédien français († 30 mars 2018).
- 1954 : Olga Knyazeva, escrimeuse soviétique, championne olympique († 3 janvier 2015).
- 1955 : 
  - Udo Beyer, athlète est-allemand, champion olympique du lancer du poids.
  - Mathieu Lindon, écrivain français.
- 1956 : Fafá de Belém (Maria de Fátima Palha de Figueiredo dite), chanteuse et compositrice brésilienne.
- 1957 : Melanie Griffith, actrice américaine.
- 1958 : 
  - Louis Garneau, cycliste et homme d’affaires québécois.
  - Amanda Bearse, actrice américaine.
- 1959 : 
  - Philippe Bergeron, acteur québécois.
  - Idrissa Seck, homme d'État sénégalais
- 1960 : Barbara De Rossi, actrice italienne.
- 1961 : Josée Deschênes, actrice québécoise.
- 1963 : Whitney Houston, chanteuse américaine († 11 février 2012).
- 1964 : Brett Hull, joueur de hockey sur glace canado-américain.
- 1965 : John Smith, lutteur américain, double champion olympique.
- 1966 : Fabrice Loiseau, prêtre catholique français, fondateur et supérieur des Missionnaires de la Miséricorde Divine.
- 1967 :
  - Patrick Ridremont, comédien belge.
  - Deion Sanders, joueur américain de football et de baseball.
  - Ulrich Kirchhoff, cavalier allemand, double champion olympique.
- 1968 :
  - Gillian Anderson, actrice américaine.
  - Eric Bana, acteur australien.
  - Babsie Steger, comédienne autrichienne.
- 1969 : Divine Brown (Estella Marie Thompson dite), prostituée américaine.
- 1970 : Roderick « Rod » Jean Brind’Amour, joueur de hockey sur glace canadien.
- 1971 : Roman Romanenko (Роман Юрьевич Романенко), cosmonaute russe.
- 1972 : 
  - Juan Esteban Aristizábal Vásquez dit Juanes, chanteur colombien.
  - Sabrina Pettinicchi, basketteuse en fauteuil roulant canadienne.
- 1973 :
  - Filippo Inzaghi, footballeur italien.
  - Kevin McKidd, acteur écossais.
- 1974 :
  - Matt Morris (en), joueur de baseball américain.
  - Raphaël Poirée, biathlète français.
- 1975 : Mahesh Babu, acteur indien.
- 1976 :
  - Jessica Capshaw, actrice américaine.
  - Audrey Tautou, actrice française.
- 1977 :
  - Rico Hill, basketteur américain.
  - Mikaël Silvestre, footballeur français.
- 1980 : Lolita Séchan, autrice française et fille de Renaud.
- 1981 : Ahmed Fellah, basketteur français.
- 1982 :
  - Joel Anthony, basketteur américain.
  - Tyson Gay, athlète américain.
  - Jes Macallan, actrice américaine.
- 1983 :
  - Evgenia Lamonova, escrimeuse russe.
  - Adrien Michaud, athlète français.
- 1984, joueur de rugby à XV français.
- 1985 :
  - Filipe Luís Kasmirski, footballeur brésilien.
  - Anna Kendrick, actrice et chanteuse américaine.
  - Dennis Marshall, footballeur costaricien († 23 juin 2011).
- 1988 : Willian, footballeur brésilien.
- 1989 : Paige Spara, actrice américaine.
- 1990 : Bill Skarsgård, acteur suédois.
- 1991 : Furkan Aldemir, basketteur turc.
- 1998 : Panayotis Pascot, chroniqueur français.
- 2000 :
  - Kessler Edwards, basketteur américain.
  - Marta García Lopez, pilote automobile espagnole.
  - Kim Hyang-gi, actrice sud-coréenne.
  - Arlo Parks, chanteuse, autrice-compositrice et poétesse britannique.
  - Erica Sullivan, nageuse américaine.
  - Djed Spence, footballeur anglais.

### XXIesiècle
- 2001 : Noémie Garnier, coureuse cycliste française spécialiste de VTT.
- 2002 :
  - Owen Beck, footballeur anglais.
  - Nils Othenin-Girard, acteur français.
- 2005 : 
  - Caylee Anthony, victime de meurtre américaine († 16 juin 2008).
  - Victoria Jiménez Kasintseva, joueuse de tennis andorrane.
- 2008 : Freddie Slater, pilote automobile britannique.

## Décès

### IVesiècle
- 378 : 
  - Flavius Julius Valens, empereur romain de 364 à 378 (° v. 328).
  - Trajan, général romain (° inconnue).

### IXesiècle
- 803 : Irène l'Athénienne, impératrice byzantine, de 797 à 802 (° 752).
- 833 : Al-Ma'mūn, calife abasside, de 813 à 833 (° 13 septembre 786).

### XIesiècle
- 1048 : Damase II (Poppon de Brixen dit), 151e pape chrétien mort après seulement 23 jours de pontificat (° inconnue).

### XIIesiècle
- 1107 : Horikawa, empereur du Japon, de 1087 à 1107 (° 8 août 1079).
- 1173 : Najm ad-Din Ayyub, officier kurde zengide et père de Saladin (° 1113).

### XIIIesiècle
- 1211 : Guillaume III de Briouze, noble anglais (° 1144).
- 1296 : Hugues de Brienne, comte de Brienne (° 1240).

### XIVesiècle
- 1354 : Étienne de Slavonie, duc de Slavonie (° 26 décembre 1332).

### XVesiècle
- 1420 : Pierre d'Ailly, cardinal français (° 1351).
- 1447 : Conrad IV d'Oleśnica, évêque catholique polonais (° vers 1380).

### XVIesiècle
- 1515 : Charles de Robertet, évêque d'Albi (° inconnue).
- 1516 : Jérôme Bosch, peintre néerlandais (° vers 1450).
- 1580 : Métrophane III de Constantinople, patriarche de Constantinople (° 1520).

### XVIIesiècle
- 1601 : Michel Ier le Brave, prince de Valachie, de Transylvanie et de Moldavie (° 1557).
- 1700 : Jean-Baptiste Tuby, sculpteur français d'origine italienne (° 1635).

### XVIIIesiècle
- 1710 : Henry Le Bret, ami d'enfance et de jeunesse de Savinien de Cyrano de Bergerac, soldat, juriste, avocat au conseil du roi, homme de lettres, historien, ecclésiastique et éditeur français posthume de Cyrano (° 1617 ou 1618).
- 1744 : James Brydges, homme politique britannique (° 6 janvier 1673).

### XIXesiècle
- 1817 : Léopold III d'Anhalt-Dessau, noble allemand (°
- 1820 : Anders Sparrman, naturaliste suédois (° 27 février 1748).
- 1842 : Vladimir Gadon, homme politique et insurgé lituanien (° 9 octobre 1775).
- 1852 : Casimir Lefaucheux, armurier français (° 26 janvier 1802).
- 1853 : Josef Hoëné-Wronski, philosophe et scientifique franco-polonais (° 23 août 1776).
- 1854 : Frédéric-Auguste II, roi de Saxe, de 1836 à 1854 (° 18 mai 1797).
- 1886 : Henri de Chacaton, peintre orientaliste français (° 30 juillet 1813).
- 1888 : 
  - Charles Cros, poète et inventeur français (° 1er octobre 1842).
  - Samuel Ferguson, poète irlandais (° 10 mars 1830).

### XXesiècle
- 1914 : « Corchaito » (Fermín Muñoz Corchado y González dit), matador espagnol (° 10 octobre 1882).
- 1919 : Ruggero Leoncavallo, compositeur italien (° 23 avril 1857).
- 1920 : Samuel Griffith, homme politique australien (° 21 juin 1845).
- 1932 : John Charles Fields, mathématicien canadien (° 14 mai 1863).
- 1933 : Dyna Beumer, soprano belge (° 31 août 1856).
- 1942 :
  - Tahar Sfar (الطاهر صفر), homme politique et avocat tunisien (° 15 novembre 1903).
  - Edith Stein, religieuse, théologienne, philosophe et sainte catholique allemande (° 12 octobre 1891).
- 1943 :
  - Franz Jägerstätter, objecteur de conscience autrichien et martyr catholique (° 20 mai 1907).
  - Chaïm Soutine, peintre français d’origine lituanienne (° 9 juin 1893).
- 1946 : Léon Gaumont, producteur de cinéma français (° 10 mai 1864).
- 1956 : Jean Temerson, acteur français (° 12 juin 1898).
- 1962 :
  - Hermann Hesse, écrivain suisse, prix Nobel de littérature en 1946 (° 2 juillet 1877).
  - Raymond Sudre, sculpteur français (° 28 octobre 1870).
- 1967 : Joe Orton, dramaturge britannique (° 1er janvier 1933).
- 1969 :
  - Cecil Frank Powell, physicien anglais, prix Nobel de physique en 1950 (° 5 décembre 1903).
  - Sharon Tate, actrice américaine, épouse de Roman Polanski (° 24 janvier 1943).
- 1974 : Bill Chase, trompettiste et chef d’orchestre de jazz américain (° 20 octobre 1934).
- 1975 : Dmitri Chostakovitch (Дмитрий Дмитриевич Шостакович), compositeur russe (° 25 septembre 1906).
- 1979 :
  - Walter O'Malley, gestionnaire de sport américain (° 9 octobre 1903).
  - Charles Spinasse, homme politique français (° 22 octobre 1893).
- 1983 : André Hossein, compositeur de musiques de films, père de Robert Hossein (° 1905).
- 1987 : Roger Garand, acteur québécois (° 30 octobre 1922).
- 1988 : Giacinto Scelsi, compositeur italien (° 8 janvier 1905).
- 1991 : 
  - Zbigniew Strzalkowski (° 3 juillet 1958) et
  - Michal Tomaszek (° 23 septembre 1960), religieux franciscains polonais, assassinés par les terroristes du Sentier lumineux, au Pérou[9].
- 1994 : Cathy Stewart, actrice pornographique française (° 2 avril 1956)
- 1995 : Jerry García, guitariste américain du groupe Grateful Dead (° 1er août 1942).
- 1997 :
  - Jean Prasteau, écrivain, journaliste et historien français (° 1921).
  - Herbert de Souza, sociologue brésilien (° 3 novembre 1935).
- 1998 :
  - Gabriel Cattand, acteur français (° 29 novembre 1923).
  - Marcella Rovena, actrice italienne (° 22 janvier 1908).
  - Francisco Zúñiga, artiste, sculpteur, peintre et professeur d'université costaricien puis mexicain (° 27 décembre 1912).
- 2000 :
  - John Harsanyi, économiste hungaro-australien, naturalisé américain (° 29 mai 1920).
  - Louis Nucéra, écrivain français, prix Interallié en 1981 et grand prix de littérature de l'Académie française en 1993 (° 17 juillet 1928).
  - Lewis Wilson, acteur américain (° 28 janvier 1920).

### XXIesiècle
- 2002 : Bertold Hummel, compositeur allemand (° 27 novembre 1925).
- 2003 :
  - Jacques Deray, réalisateur français (° 19 février 1929).
  - Gregory Hines, acteur et danseur américain (° 14 février 1946).
- 2004 :
  - Tony Mottola, guitariste, compositeur et gestionnaire américain (° 18 avril 1918).
  - David Raksin, compositeur américain de musiques de films (° 4 août 1912).
- 2005 :
  - Colette Besson, athlète française (° 7 avril 1946).
  - François Dalle, homme d’affaires et chef d’entreprise français, président de L'Oréal de 1957 à 1984 (° 18 septembre 1918).
  - Matthew McGrory, acteur américain (° 17 mai 1973).
  - Judith Rossner (en), romancière américaine (° 31 mars 1935).
- 2006 :
  - Anga Díaz, percussionniste cubain (° 15 juin 1961).
  - James Alfred Van Allen, physicien et astronome américain (° 7 septembre 1934).
- 2007 :
  - Ulrich Plenzdorf, écrivain, romancier et scénariste allemand (° 26 octobre 1957).
  - Rudolf Thanner, hockeyeur sur glace allemand (° 20 août 1944).
  - Michel Thompson, peintre français (° 12 janvier 1921).
- 2008 :
  - Mahmoud Darwich, poète et écrivain palestinien (° 13 mars 1941).
  - Bernie Mac (Bernard Jeffrey McCullough dit), acteur américain (° 5 octobre 1957).
- 2009 :
  - Reynald Bouchard, acteur québécois (° 1946).
  - Thierry Jonquet, écrivain français (° 19 janvier 1954).
  - Thomas Knopper, pilote automobile néerlandais (° 2 février 1990).
  - Marie-Laure Picat, écrivaine française (° 2 juillet 1972).
  - John Quade, acteur américain (° 1er avril 1938).
  - Camille Vallin, homme politique français (° 22 novembre 1918).
- 2010 : Ted Stevens, homme politique américain (° 18 novembre 1923).
- 2011 :
  - François Cacheux, sculpteur français (° 24 janvier 1923).
  - Adolphe-Marie Hardy, évêque français (° 23 juillet 1920).
- 2012 : Mel Stuart, réalisateur et producteur américain (° 2 septembre 1928).
- 2014 : Raymond Berthillon, glacier parisien (° 9 décembre 1923).
- 2015 : Coyote (Philippe Escafre dit), auteur de bande dessinée français (° 9 octobre 1962).
- 2016 : 
  - Fabio Garriba, acteur italien (° 13 novembre 1944).
  - Gerald Grosvenor, homme politique britannique (° 22 décembre 1951).
  - Siegbert Horn, kayakiste est-allemand puis allemand (° 11 mai 1950).
  - Jean Mesnard, universitaire français (° 23 février 1921).
  - Ernst Neïzvestny, sculpteur russo-américain (° 9 avril 1925).
  - Kalikho Pul, homme politique indien (° 20 juillet 1969).
  - Philippe Roberts-Jones, poète et historien belge (° 8 novembre 1924).
- 2017 :
  - Romdhan Chatta, acteur et comédien tunisien (° 25 novembre 1939).
  - Fritz Huber, skieur alpin autrichien (° 21 janvier 1931).
  - Jean Vendome, bijoutier français (° 18 avril 1930).
- 2018 : 
  - Tamara Degtiareva, actrice russe (° 29 mai 1944).
  - Manfred Melzer, prélat catholique allemand (° 28 février 1944).
- 2021 :  Patricia Hitchcock, actrice britannique (° 7 juillet 1928).
- 2023 :
  - Dionys Baeriswyl, physicien théoricien suisse (° 23 juin 1944).
  - Ita Ever, actrice soviétique puis estonienne (° 1er avril 1931).
  - Joseph Ganda, prélat catholique sierra-léonais (° 22 mars 1932).
- 2024 :
  - Simon Dumarinu, homme politique papou-néo-guinéen (° 4 avril 1956).
  - Roger Gaignard, coureur cycliste français (° 13 avril 1933).
  - Sadok Gmech, peintre tunisien (° 1940).
  - Lebogang Morula, footballeur sud-africain (° ).
  - John Paska, avocat et syndicaliste papou-néo-guinéen (° 1948).
  - Pierre Salama, économiste français (° 11 août 1942).
  - Kevin Sullivan, catcheur américain (° 26 octobre 1948).
  - Keiichi Tanaami, artiste japonais (° 26 juillet 1936).
  - Raymond-Émile Waydelich, sculpteur, peintre et photographe français (° 14 septembre 1938).
  - Susan Wojcicki, dirigeante d'entreprise américaine (° 5 juillet 1968).
- 2025 :
  - Mahmoud Farshchian, peintre iranien (° 24 janvier 1930).
  - Ivan Krasko, acteur de théâtre et cinéma soviétique puis russe (° 23 septembre 1930).

## Célébrations

### Internationale
Nations unies : journée internationale des populations autochtones.

### Nationales
- Afrique du Sud (Union africaine) : journée nationale des femmes.
- Canada : journée nationale des casques bleus des Nations unies comme plus haut.
- Gabon : journée nationale du drapeau gabonais
- Singapour : fête nationale.

### Religieuses
- Néopaganisme asatru : fête du souvenir de Radbod.
- Fêtes romaines des Vinalia rustica / « fête du vin rustique » : le flamine inaugurait les vendanges en immolant des agneaux au dieu Jupiter.

### Saints des Églises chrétiennes

#### Saints catholiques et orthodoxes du jour
Référencés ci-après in fine, :
- Amour († fin IIIe siècle ou début IVe siècle ou VIIIe siècle ?), martyr avec Viateur probablement sous Dioclétien, honoré en Franche-Comté, au village de Saint-Amour (Jura) et en Beaujolais.
- Auctor de Metz († après 450) - ou « Adinctor » -, treizième évêque de Metz et confesseur.
- Domitien (IVe siècle), évêque de Châlons-en-Champagne.
- Ernier († 560), abbé de Ceaucé dans le Passais en Normandie, et ses compagnons Alnée, Bohamad, Auvieu, Front, Gault ou Gal et Brice.
- Julien de Constantinople († entre 726 et 730), avec ses neuf compagnons[13] martyrs sous Léon III l'Isaurien durant la persécution iconoclaste.
- Marie la Patricienne († entre 726 et 730), l’une des neuf compagnons[13] de Julien, tous martyrs sous Léon III l'Isaurien durant la persécution iconoclaste.
- Martin de Brive († vers 407), martyr.
- Matthias (Ier siècle), apôtre, successeur de Judas Iscariote ; date orientale, célébré le 24 février puis le 14 mai en Occident.

#### Saints et bienheureux catholiques du jour
référencés ci-après :
- 12 nouveaux martyrs de la guerre d'Espagne († 1936), à Barbastro[14], Barcelone[15], Azanuy près de Huesca[16], Argès, près de Tolède[17], Carcaixent, dans la région de Valence[18]
- Candide-Marie de Jésus (1845 - 1912) - ou « Cándida María de Jesús Cipitria y Barriola » -, fondatrice de la Congrégation des Filles de Jésus en Espagne.
- Claude Richard (1741 - 1794), bienheureux religieux bénédictin à Moyenmoutier dans les Vosges, prêtre martyr aux pontons de Rochefort, déporté sur le Deux-Associés.
- Edith Stein (1891 - 1942) - ou « Thérèse Bénédicte de la Croix » -, carmélite, martyre du nazisme à Oswiecin (Auschwitz) en Pologne.
- Falcus (vers le XIVe siècle), bienheureux, avec Nicolas, ermites à Palene en Calabre.
- Felim (VIe siècle) - ou « Phelim », « Fedlin » ou « Fidleminus » -, moine irlandais disciple de saint Columba, patron de la ville de Kilmore en Irlande.
- Franz Jägerstätter (1907 - 1943), bienheureux, agriculteur et objecteur de conscience autrichien, martyr décapité du nazisme.
- Hathmar, premier évêque de Paderborn en Westphalie.
- Jean de Fermo († 1322), bienheureux, prêtre franciscain.
- Jean de Salerne († 1242), bienheureux, prêtre et confesseur dominicain à Florence.
- Marianne Cope († 1918), religieuse missionnaire américaine à Hawaï.
- Maurille de Rouen († 1067), bienheureux, Archevêque de Rouen.
- Richard Bere († 1537), bienheureux, Prêtre chartreux et martyr à Londres.

#### Saints orthodoxes?
Outre les saints œcuméniques voire pré-schismatiques ci-avant, aux dates parfois "juliennes" / orientales ... 

### Prénoms du jour
Bonne fête aux Amour et ses variantes : Amor, Amora, Amori, Amory, Amaury, Amerigo, etc. (voir Aymeric les 11 juillet des Emeri ?) ; un peu une saint-Valentin d'été presque six mois avant & après.
Et aussi aux :
- Erle et sa variante autant bretonne Herlé, etc.
- Aux Matthias (pour les églises d'Orient) et sa variante Mathias (Mat(t)hieu les 21 septembre).
- Aux Ruben et ses variantes et surnoms : Reuben, Roubène, Rube, Rubén, Rubens, Rubi, Rubin, Rubino, Ruby, etc.

## Traditions et superstitions

### Dicton
« Saint Mathias casse la glace, mais s’il n’en trouve pas il faut bien qu’il en fasse. »

### Astrologie
Signe du zodiaque : dix-huitième jour du signe astrologique du lion.

## Toponymie
Les noms de plusieurs voies, places, sites ou édifices de pays ou provinces francophones contiennent cette date sous diverses graphies : voir Neuf-Août .